# 호성공신
호성공신(扈聖功臣)은 1592년 임진왜란 때 선조를 의주로 모시고 피난한 공신들의 공로에 대한 공신록이다. 1604년 선조 37년 6월 25일 한양에서부터 의주(義州)까지 시종 어가(御駕)를 모신 사람을 호성공신(扈聖功臣)으로 삼고, 왜적을 정벌한 제장(諸將)들과 군량을 주청하러 간 사신들을 선무공신으로 삼았다. 그밖에 왕이 평양을 거쳐 의주로 몽양가는데 수종한 사람들은 호성원종공신으로 봉했다. 호종공신(扈從功臣)으로도 불리는 호성공신은 1등, 2등, 3등이 있으며, 각각 다음과 같다.

## 공신록

### 1등공신
1. 이항복(李恒福, 경주)
2. 정곤수(鄭崑壽, 청주)

### 2등공신
1. 신성군(信城君, 전주)
2. 정원군(定遠君, 전주) 원종
3. 이원익(李元翼, 전주)
4. 윤두수(尹斗壽, 해평)
5. 심우승(沈友勝, 청송)
6. 이호민(李好閔, 연안)
7. 윤근수(尹根壽, 해평)
8. 류성룡(柳成龍, 풍산)
9. 김응남(金應南, 원주)
10. 이산보(李山甫, 한산)
11. 류근(柳根, 진주)
12. 이충원(李忠元, 전주)
13. 홍진(洪進, 남양)
14. 이괵(李, 광주)
15. 유영경(柳永慶, 전주)
16. 이유징(李幼澄, 전주)
17. 박동량(朴東亮, 반남)
18. 심대(沈岱, 청송)
19. 박숭원(朴崇元, 밀양)
20. 정희번(鄭姬藩, 온양)
21. 이광정(李光庭, 연안)
22. 최흥원(崔興源, 삭녕)
23. 심충겸(沈忠謙, 청송)
24. 윤자신(尹自新, 남원)
25. 한연(韓淵, 청주(한씨))
26. 해풍군(海豊君, 전주)
27. 순의군(順義君)
28. 순령군(順寧君, 전주)
29. 신잡(申磼, 평산)
30. 안황(安滉, 광주)
31. 구성(具宬, 능성)

### 3등공신
1. 정탁(鄭琢, 청주)
2. 이헌국(李憲國, 전주)
3. 류희림(柳希霖, 문화)
4. 이유중(李有中, 덕수)
5. 임발영(任發英, 장흥)
6. 기효복(奇孝福, 행주)
7. 최응숙(崔應淑)
8. 최빈(崔賓)
9. 여정방(呂定邦)
10. 이응순(李應順, 원주)
11. 절신정(節愼正) 이수곤(李壽崐)
12. 송강(宋康)
13. 고희(高曦, 제주)
14. 강인(姜絪, 진주)
15. 김기문(金起文, 삼척)
16. 최언순(崔彦恂)·
17. 민희건(閔希鶱)·
18. 허준(許浚, 양천)·
19. 이연록(李延祿)·
20. 김응수(金應壽)·
21. 오치운(吳致雲)·
22. 김봉(金鳳)
23. 김양보(金良輔)·
24. 안언봉(安彦鳳)·
25. 박충경(朴忠敬)·
26. 임우(林祐)·
27. 김응창(金應昌),
28. 정한기(鄭漢璣)·
29. 박춘성(朴春成)·
30. 김예정(金禮禎)·
31. 김수원(金秀源)·
32. 신응서(申應瑞)·
33. 신대용(辛大容)·
34. 김새신(金璽信)·
35. 조귀수(趙龜壽)·
36. 이공기(李公沂)·
37. 양자검(梁子儉)·
38. 백응범(白應範)·
39. 최윤영(崔潤榮)·
40. 김준영(金俊榮)·
41. 정대길(鄭大吉)·
42. 김계한(金繼韓)·
43. 박몽주(朴夢周)·
44. 이사공(李士恭)·
45. 유조생(柳肇生)·
46. 양순민(楊舜民)·
47. 경종지(慶宗智)·
48. 최세준(崔世俊)·
49. 홍혼(洪渾)·
50. 이춘국(李春國)·
51. 전용(全龍)·
52. 이희령(李希齡, 해주)·
53. 오연(吳連)

## 같이 보기
- 선무공신
- 조선의 공신
- 이사공(李士恭)

## 문화재 지정
- 유성룡 종가 문적 - 유성룡 호성공신교서 - 보물 제160-11호
- 이충원 호성공신교서 - 보물 제874호
- 심대 호성공신교서 - 보물 제1175호
- 홍진 호성공신교서 - 보물 제1308호
- 이헌국 호성공신교서 - 보물 제1617호
- 김응남 호성공신교서 및 관련 고문서 - 보물 제1756호
- 김양보호성공신록 - 서울특별시 시도유형문화재 제87호
- 박숭원 호성공신교서 - 충청북도 시도유형문화재 제166호
- 박동량 호성공신교서 - 경기도 시도유형문화재 제250호
- 이성기 호성공신교서 및 초상 - 충청북도 시도유형문화재 제304호